# Dwór w Tąpadłach
Dwór w Tąpadłach (niem. Schulzenhof) – zabytkowy dwór – wybudowany we  wsi Tąpadła, w Polsce, w województwie dolnośląskim, w powiecie świdnickim, w gminie Marcinowice.

## Opis
Piętrowy dwór sołecki, obecnie dom nr 16, wybudowany na planie prostokąta w XVII-XVIII w., kryty wysokim dachem czterospadowym z lukarnami; przebudowany w latach 1910-20 według projektu Wolfa przez wrocławskiego adwokata Ericha Bohna (1874–1948), właściciela Sulistrowiczek, gdzie stworzył sanatorium z parkiem Wenecja według projektu Albrechta Friebe. Bohn, członek loży masońskiej, postawił smukłą wieżę do obserwacji astronomicznych, ozdobił dwór detalami architektonicznymi związanymi z okultyzmem i mistycyzmem: na ścianach znajdują się: godło różokrzyżowców, znaki astrologiczne nad oknami, emblemat masoński, imię i nazwisko właściciela, a także daty renowacji: ERICH BOHN 1919+1925 RENOV oraz trzy trójkąty. Na drzwiach są wizerunki orłów.  W narożniku barokowa figura elektora saskiego na przyporze, nad wejściem figura Dzikiego człowieka przywieziona z Legnicy, która się nie zachowała.
Przy dworze znajdują się: oficyna, studnia w kształcie drewnianej altany zwieńczona kopułą, stodoła, wozownia, oraz park.

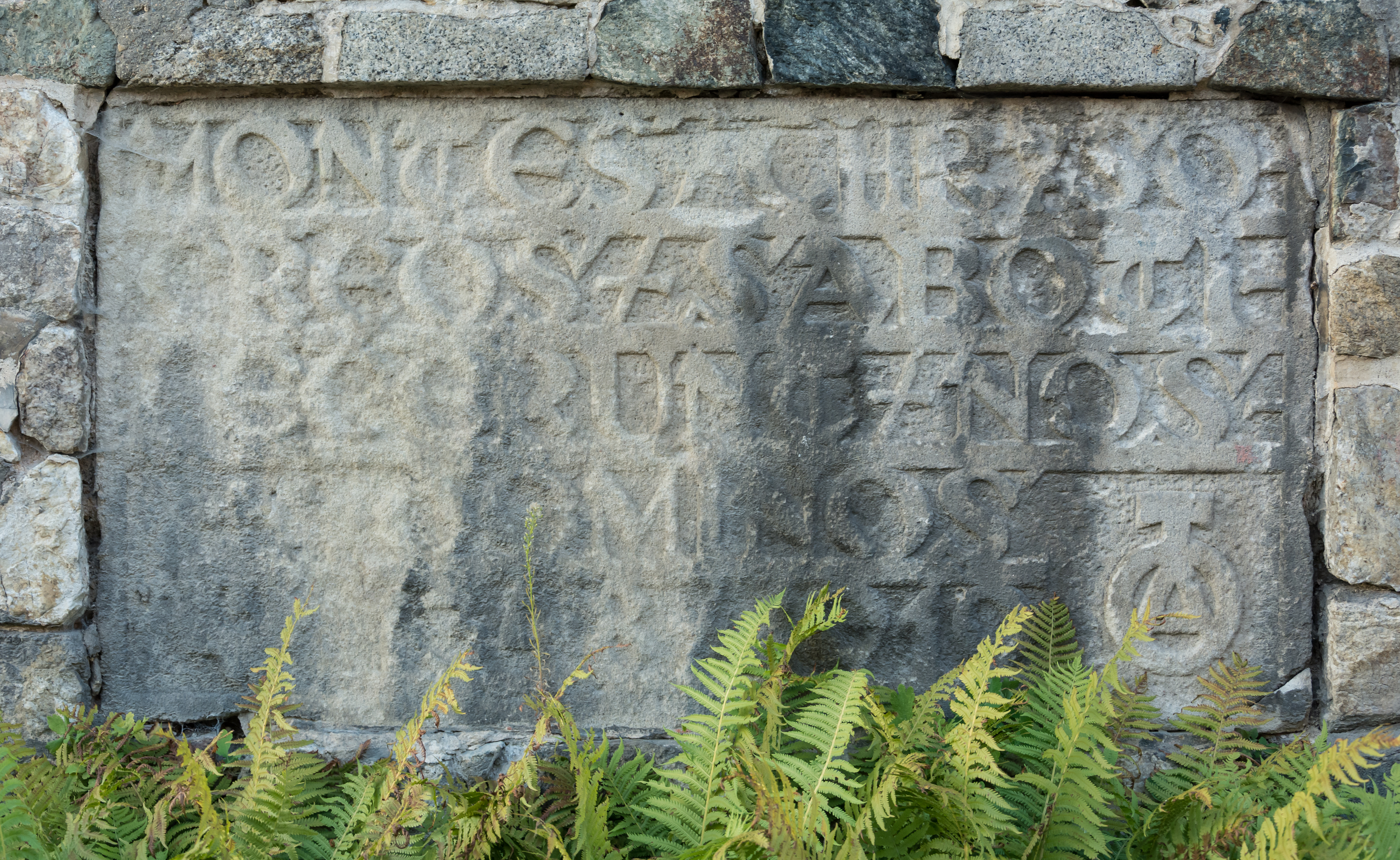
Kamienna płycina
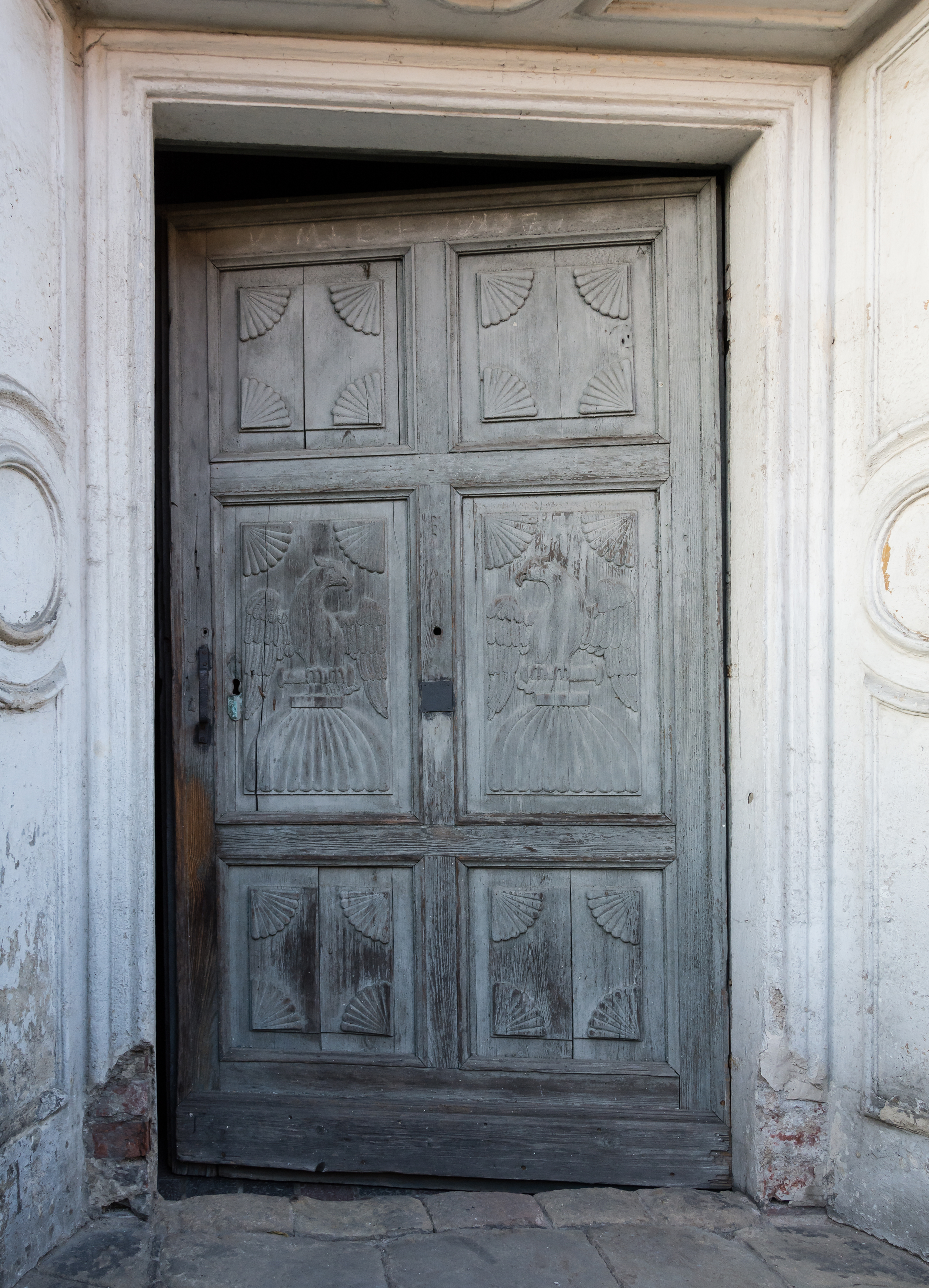
Drzwi z orłami
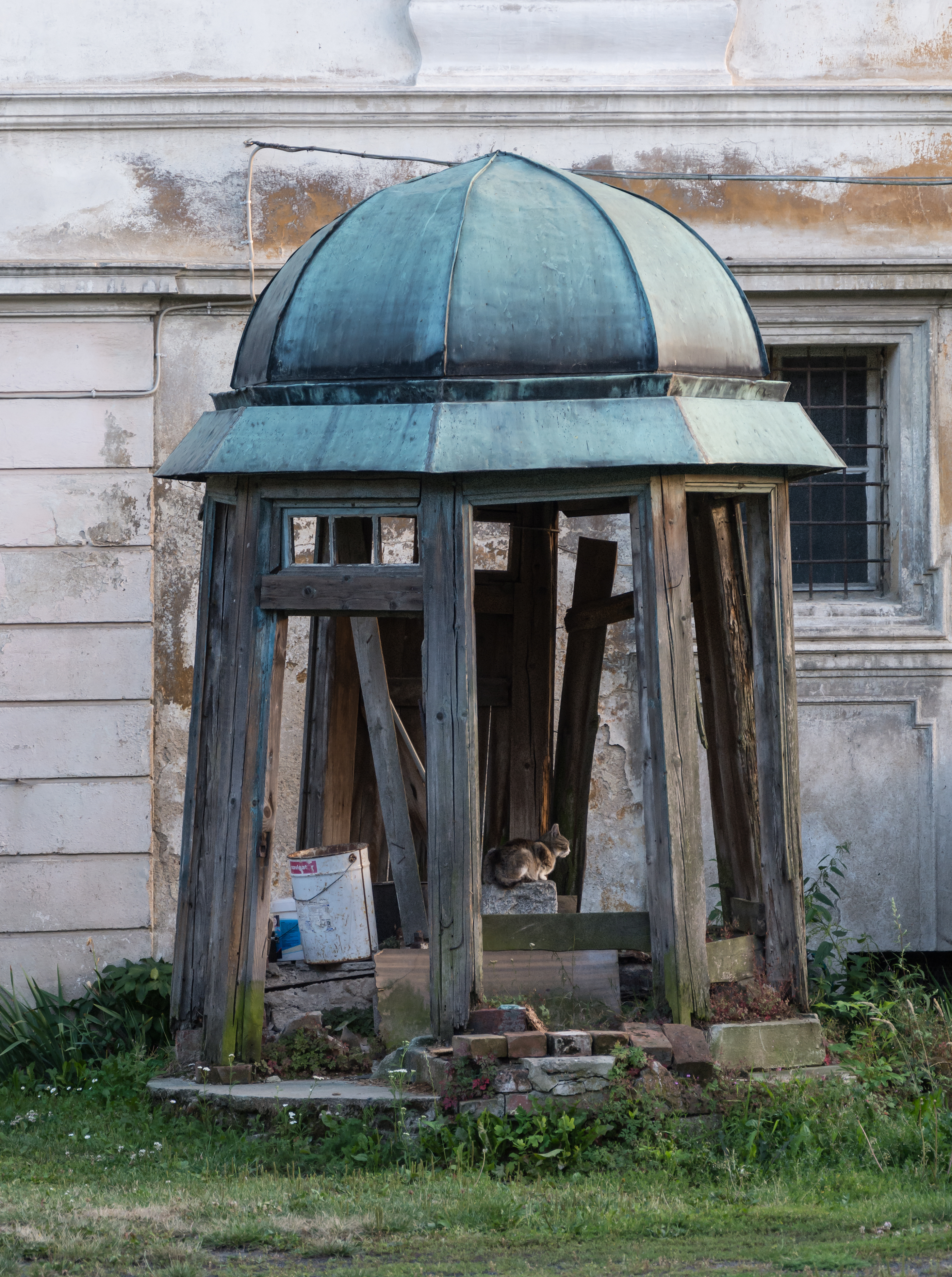
Studnia z kopułą